# Ісаков Геннадій Георгійович
Геннадій Георгійович Ісаков (рос. Геннадий Георгиевич Исаков; нар. 9 листопада 1939, с. Порожнє, Алтайський край, РРФСР — пом. 10 березня 1969, Севастополь, УРСР) — радянський футболіст, нападник.

## Життєпис
Геннадій Ісаков народився 9 листопада 1939 року в селі Порожнє Шипунівського району Алтайського краю.
Грав у футбол на позиції нападника. У 1958-1960 роках виступав у другій групі класу «А» за кемеровський «Хімік». За три сезони забив 11 м'ячів.
У 1962 році грав у першій групі класу «А» за алматинський «Кайрат», провів 3 матчі.
У 1963 році перебрався до севастопольського СКФ. Протягом сезону зіграв 1 матч, відзначився 1-м голом. У 1964 році забив 2 м'ячі у 9 поєдинках.
1966 року виступав за горьківську «Волгу» у другій групі класу «А», провів 3 матчі.
Після завершення кар'єри гравця працював тренером юнацьких команд у Севастополі.
Помер 10 березня 1969 року в Севастополі через ваду серця.